# Гремо, Эмиль
Гремо, Эмиль (фр. Emile Grémaux; 1893 — 18 сентября 1959, Лилль, Франция) — боксёр, тренер и промышленный предприниматель. Президент Федерации боксёров-любителей Франции (ФФБ). Первый президент Международной ассоциации боксёров-любителей (АИБА) (1946—1959). Вице-президент НОК Франции (1952—1959).

## Биография
Эмиль Гремо был чемпионом Северной Франции по боксу в наилегчайшем весе в 1914 году.
Долгие годы был президентом Федерации боксеров-любителей Франции. Кроме того, на протяжении ряда лет он был одним из лидеров в организации французского футбола.
В 1946 году была распущена созданная в 1920 году Международная федерация бокса. Причиной её роспуска послужило то, что в годы, предшествовавшие Второй мировой войне, руководство организации скомпрометировало себя профашистской ориентацией. Была создана Международная ассоциация боксёров-любителей. Её президентом был избран Эмиль Гремо. На этом посту он проявил себя как чрезвычайно энергичный функционер, много сделавший для расширения географии любительского бокса и его качественного развития. С его помощью число членов АИБА стало неуклонно расти, а бокс на Олимпийских играх стал одним из самых массовых и наиболее популярных видов спорта.
Эмиль Гремо скоропостижно скончался в 1959 году в возрасте 66 лет после продолжительной болезни.

## Память
В 1962 году Европейская конфедерация бокса учредила кубок его имени, который первоначально разыгрывался как командный приз ЕАБА, а с 1970 года разыгрывается как личный, переходящий приз на чемпионатах Европы среди юниоров.